# Szlak pieszy nr 1002
 Szlak „Przez Kawczą Górę”, szlak pieszy nr 1002 – znakowany szlak turystyczny w województwie zachodniopomorskim, długości 2,6 km, na terenie Wolińskiego Parku Narodowego, łączący Szlak Nadmorski i szlak pieszy nr 1001. Szlak łączy Promenadę Gwiazd w Międzyzdrojach, Kawczą Górę, parking w rejonie Kwasowa oraz rejon pokazowej zagrody żubrów.
Boczna odnoga szlaku długości 1,3 km prowadzi do stanowisk baterii artylerii stałej na szczycie klifu.

## Przebieg szlaku
Szlak rozpoczyna się w Międzyzdrojach przy ulicy Promenada Gwiazd w okolicach zabytkowej remizy strażackiej, przy Szlaku Nadmorskim. Od rozgałęzienia ze Szlakiem Nadmorskim szlak prowadzi przez ozdobna bramę Wolińskiego Parku Narodowego i brzegiem skarpy na Kawczą Górę. Z Kawczej Góry oznaczone odgałęzienia szlaku prowadzą do schodów na plażę, a ze stoku góry inne oznaczone odgałęzienie prowadzi do stanowisk baterii artylerii stałej na szczycie klifu. Szlak u podnóża Kawczej Góry przekracza drogę wojewódzką nr 102 w rejonie parkingu Kwasowo, od którego ścieżką leśną prowadzi w dół do szlaku pieszego nr 1001. Szlak kończy się przy szlaku pieszym nr 1001 w pobliżu Pokazowej Zagrody Żubrów.

## Miejsca na szlaku

### Kawcza Góra
Znajdujący się przy szlaku punkt widokowy Kawcza Góra umożliwia obserwację Zatoki Pomorskiej, której część należy do Wolińskiego Parku Narodowego. W pobliżu punktu widokowego umieszczone są krzyże upamiętniające leśników. Góra porośnięta jest bluszczem pospolitym.

### Schody z Kawczej Góry na plażę
Oznaczone odgałęzienie od szlaku prowadzi do otwartych w lipcu 2013 roku, najdłuższych na polskim wybrzeżu schodów na plażę – prowadzące z klifu Kawczej Góry, liczące 267 stopni schody mają długość 128,5 m i wysokość 51 m. Umożliwiają zejście ze szlaku na Szlak Nadmorski. 2 stycznia 2019 roku sztorm uszkodził podporę schodów, uniemożliwiając korzystanie z nich turystom.

### Bateria artylerii stałej
Znajdująca się na szczycie porośniętego buczyną klifu bateria artylerii stałej zamontowana została jako bateria ćwiczebna Kriegsmarine, a w latach 50. XX wieku stanowiła element systemu obrony wybrzeża. Dla turystów dostępne jest jedno zrewitalizowane stanowisko militarne, którego szczyt jest jednocześnie punktem widokowym. Pozostałe obiekty militarne stanowią miejsca zimowania płazów i nietoperzy. Przy szlaku znajduje się ścieżka edukacyjna oraz dwie tablice informacyjne, wyjaśniające znaczenie obiektu.